# Destiny's Child World Tour
Destiny's Child World Tour è un album discografico live/DVD del gruppo musicale R&B Destiny's Child, pubblicato nel 2003 e registrato durante un concerto tenuto a Rotterdam (Paesi Bassi).

## Tracce
1. Program Start – 1:48
2. Independent Women Part I – 3:31
3. No, No, No Part 2 – 2:43
4. Bug a Boo – 2:30
5. Bills, Bills, Bills – 3:30
6. Get on the Bus – 3:23
7. Nasty Girl – 3:10
8. Emotion – 4:01
9. Ooh Child – 2:26
10. Heard A Word – 4:04
11. Dangerously in Love – 6:21
12. Gospel Medley – 3:51
13. Bootylicious – 3:16
14. Say My Name – 4:16
15. Work It Out – 3:34
16. Proud Mary – 1:26
17. Jumpin', Jumpin'/Band Break – 7:45
18. Survivor – 4:01
19. Happy Face – 5:13